# Hải Định
Hải Định là một xã thuộc huyện Hải Lăng, tỉnh Quảng Trị, Việt Nam.
Định hướng đến năm 2040, xã Hải Định là 1 trong 8 phường của thị xã Hải Lăng

## Địa lý
Xã Hải Định nằm gần trung tâm huyện Hải Lăng, có vị trí địa lý:
- Phía đông giáp xã Hải Dương
- Phía tây giáp thị trấn Diên Sanh
- Phía nam giáp thị trấn Diên Sanh và xã Hải Phong
- Phía bắc giáp các xã Hải Ba, Hải Hưng và Hải Quế.

Xã Hải Định có diện tích 18,70 km², dân số năm 2018 là 4.912 người, mật độ dân số đạt 263 người/km².

## Hành chính
Xã Hải Định được chia thành 4 thôn: Phước Điền, Thiện Đông, Thiện Tây, Trung Đơn.

## Lịch sử
Địa bàn xã Hải Định hiện nay trước đây vốn là hai xã Hải Thành và Hải Thiện thuộc huyện Hải Lăng.
Địa danh Hải Thành xuất hiện trên bản đồ nhà Nguyễn khoảng đầu thế kỷ 19, đến nay còn lưu giữ một vài truyền thống như lễ cúng thần hoàng, lễ chạp mã làng, chạp mã họ, lễ đua ghe...Trong 3 làng chỉ có 2 làng có ruộng là Trung Đơn và Phước Điền và chỉ có 2 làng này đến nay vẫn còn tồn tại quan niệm "tứ tộc: tiền khai canh - hậu khai khẩn", làng Trung Đơn thường gọi là: Hồ - Phan - Hoàng - Lý, còn làng Phước Điền gọi là Dương - Vương - Ngô - Huỳnh.
Xã Hải Thiện hình thành vào khoảng đầu thế kỉ 16 theo khuyến khích của triều đình, gia tộc họ Lê cùng các họ tộc như họ Đặng, họ Bùi, cùng 12 họ khác vào đây, khai hoang và lập làng. Họ Lê được cho là bắt nguồn từ tỉnh Thanh Hóa, cứ vào dịp tảo mộ (khoảng cuối năm âm lịch) con cháu ở xã Hải Thiện thường cho người về Thanh Hóa để làm lễ.
Trước khi sáp nhập, xã Hải Thành có diện tích 5,90 km², dân số là 1.904 người, mật độ dân số đạt 323 người/km², có 3 làng: Trung Đơn, Phước Điền, Kim Sanh. Xã Hải Thiện có diện tích 12,80 km², dân số là 3.008 người, mật độ dân số đạt 235 người/km², có 5 thôn: 1 (xóm Quý), 2 (xóm Phú), 3 (xóm Hoà), 4 (xóm Thuận), 5 (xóm Thanh và xóm Cồn Đống).
Ngày 17 tháng 12 năm 2019, Ủy ban Thường vụ Quốc hội ban hành Nghị quyết 832/NQ-UBTVQH14 về việc sắp xếp các đơn vị hành chính cấp xã thuộc tỉnh Quảng Trị (nghị quyết có hiệu lực từ ngày 1 tháng 1 năm 2020). Theo đó, sáp nhập toàn bộ diện tích và dân số của hai xã Hải Thành và Hải Thiện thành xã Hải Định.
Ngày 16 tháng 6 năm 2025, Ủy ban Thường vụ Quốc hội ban hành Nghị quyết số 1680/NQ-UBTVQH15 về việc sắp xếp các đơn vị hành chính cấp xã của tỉnh Quảng Trị năm 2025. Theo đó, sắp xếp toàn bộ diện tích tự nhiên, quy mô dân số của thị trấn Diên Sanh, xã Hải Trường, xã Hải Định thành xã mới có tên gọi là xã Diên Sanh.

## Giao thông
- Đại lộ Đông Tây nối từ cảng biển Mỹ Thủy đến khu kinh tế tự do Lao Bảo, đi qua địa bàn xã Hải Định.
- Tuyến đường sắt nối từ cảng biển Mỹ Thủy giao với tuyến đường sắt Bắc - Nam đến cửa khẩu Lao Bảo.